# ジェイク・フォイ
ポール・ジェイコブ・フォイ（Paul Jacob Foy、1990年11月11日 - ）は、カナダの俳優です。『サバイバー: 宿命の大統領』のフェリックス・シルバ役や『乗る』のタフ・マクマリー役で知られる。

## フィルモグラフィー
- 2015: ARROW/アロー
- 2015: マイノリティ・リポート
- 2016: スター・トレック BEYOND
- 2016: マードック・ミステリー 〜刑事マードックの捜査ファイル〜
- 2017: REIGN/クイーン・メアリー
- 2018: フランキー・ドレイク・ミステリーズ（英語版）
- 2019: 暗闇で（英語版）
- 2019: サバイバー: 宿命の大統領
- 2019: 食べて、飲んで、結婚してください
- 2020: 愛の店
- 2021: BATWOMAN/バットウーマン
- 2021: ちょっとした昼ドラ
- 2022: ビリー・ザ・キッド（英語版）
- 2022: クリスマスが若かった頃
- 2023: 乗る（英語版）